# Questionnaire à choix multiples
Pour les articles homonymes, voir QCM.

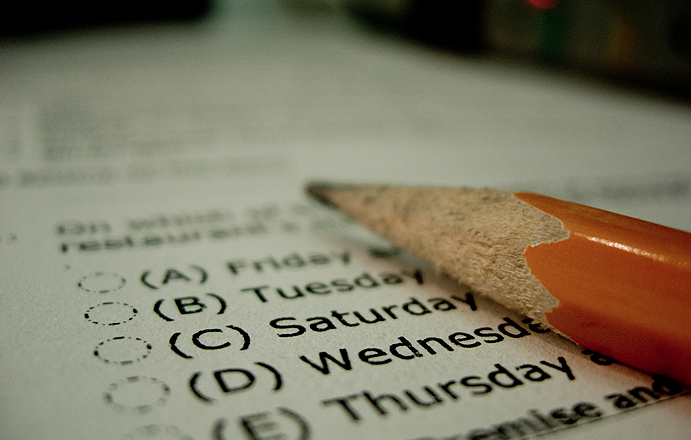
Exemple de QCM.

Un questionnaire à choix multiples ou multiple (QCM) est un outil d'enquête ou d'évaluation utilisé dans l'enseignement ainsi que dans les enquêtes quantitatives en recherche sociale et dans le marketing.
Dans l'enseignement, c'est un procédé d'évaluation dans lequel sont proposées plusieurs réponses pour chaque question. Une ou plusieurs de ces propositions de réponse sont correctes. Les autres sont des réponses erronées, également appelées « distracteurs » (ou "leurres"). Le QCM permet à un enseignant de voir qu'un candidat a bien compris et retenu une réponse juste et qu'il est capable d'identifier les erreurs.
En France, le QCM est notamment utilisé lors de l'examen du code de la route, en université et, depuis juin 2004, pour une partie de l'épreuve de mathématiques au baccalauréat. Il est aussi utilisé dans les concours d'entrée des grandes écoles après le baccalauréat.

## Principes de conception

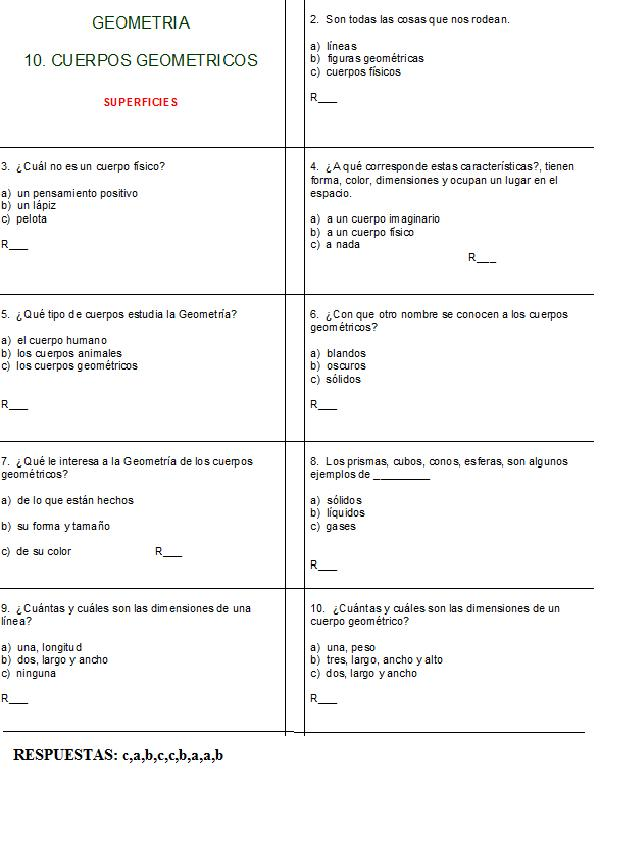
QCM de mathématiques en espagnol.

Un questionnaire à choix multiples se compose d'un ensemble cohérent et structuré de questions. Cet ensemble vise un objectif global diagnostique, formatif, formateur ou sommatif, par rapport au contenu d'une formation.
Chaque question se compose d'un libellé, ainsi que de plusieurs propositions de réponses (2 à 5 propositions en général).
- Le libellé doit être formulé de manière claire et neutre.
- Les propositions de réponses doivent être homogènes et les distracteurs pertinents et crédibles.
- Le placement de la (ou les) réponse(s) juste(s) parmi les propositions de réponses doit être aléatoire.

Le principe directeur est de ne pas influencer le candidat dans son choix.
Il est conseillé d'éviter :
- Les formulations trop longues et confuses.
- Les termes ambigus de type « habituellement », « le plus souvent », « rarement », « certains », etc.
- Un nombre de distracteurs trop élevés s'ils ne sont pas pertinents.

## Exemples
Premier exemple :
- Un facteur de production est variable :
  - A) Lorsque la quantité utilisée varie avec la production.
  - B) Lorsqu'on peut l'utiliser pour de nombreux types de productions.
  - C) Lorsque son utilisation dépend de la conjoncture et de l'état du marché.

(Réponse : A)
Deuxième exemple :
- Selon le modèle atomique de Bohr, les électrons
  - A) sont de charge neutre
  - B) empruntent des parcours privilégiés appelés orbitales
  - C) se trouvent exclusivement dans le noyau
  - D) sont moins lourds que les protons
  - E) émettent un photon lorsqu'ils passent à une orbitale plus proche du noyau

(Réponses : B, D, E)

## Barèmes de notation
Différents barèmes peuvent permettre de pondérer les résultats d'un QCM.
| Mode de pondération                              | Définition | Avantages | Inconvénients |
| ------------------------------------------------ | --- | --- | --- |
| Conformité stricte                               | Réponse juste = 1 point ; Autre réponse = 0 | Simplicité d'utilisation | Manque de subtilité pour départager les candidats. |
| Conformité stricte avec pénalité                 | Réponse juste = 1 point ; Autre réponse = -1 | Le candidat qui ne répond pas est tout de même pénalisé. | La note peut facilement être négative. Dans de nombreux cas pousse l'élève à ne pas répondre (ambiguïté de la question, doute…).                                                                    |
| Conformité relative                              | Résultat = Nb réponses justes de candidat/ Nb réponses justes totales *point à la question + Nb erreurs du candidat/ Nb erreurs totales *point de pénalité                                                                                    | Si les points par question sont égaux aux points de pénalité, le barème est équilibré                                                                              | Il est impossible d’avoir aucune réponse vraie ou aucune réponse fausse pour ce barème. La difficulté entre les questions n'étant pas foncièrement égale, peut manquer de pertinence selon les cas. |
| Conformité relative avec coefficient sur réponse | Résultats = ∑ des coefficients de réponses justes du candidat / ∑ des coefficients des réponses justes totales *point à la question + ∑ des coefficients des erreurs du candidat / ∑ des coefficients des erreurs totales *points de pénalité | Permet de donner plus ou moins d’importance à une proposition de réponse : une erreur grave ou une réponse fondamentale auront un fort coefficient et inversement. | |
| Barème selon concordance des réponses            | nb de pts si 0 erreur > nb de pts si 1 erreur > nb de pts si 2 erreurs > nb de pts si 3 erreurs > nb de pts (si nb d’erreurs > nb d’erreurs paramétrées) (3 maximum)                                                                          | Le candidat qui fait plus d’erreurs est plus pénalisé que celui qui en fait moins.                                                                                 | Les erreurs sont quantifiées, on ne s’intéresse pas ici au contenu des erreurs. |
| Barème par réponses                              | Chaque proposition de réponse est traitée indépendamment des autres dans la même question : proposition juste cochée = 1, non cochée = 0 ; erreur cochée = -1                                                                                 | Le questionnaire est traité comme une unité. | Toutes les questions ont obligatoirement la même importance. |

## Durée d'exposition au QCM
Dans le cas d’une épreuve sommative (informatisée ou non), la durée d’exposition au questionnaire pour pouvoir y répondre est un paramètre qui doit être défini pour la passation de l’épreuve. La durée correspond en général à la difficulté des questions et doit prendre en compte le paramètre du stress qui peut influencer le candidat.
Dans le cas d’une épreuve formative, il peut être intéressant de connaître le temps pris par le candidat pour répondre à une question. Le temps de réponse peut informer sur la facilité et la spontanéité du candidat à répondre. Une épreuve informatisée est alors plus adaptée.
Des ajouts pertinents d'indices (piste, indice, feedback, commentaire, aide) autour du questionnaire facilitent l'apprentissage. Grâce à ces paratextes, le QCM formatif devient formateur. Dans ce cas, il est conseillé de laisser les étudiants opérer de multiples tentatives.

## Avantages
Le QCM permet une analyse rapide des réponses grâce à la réduction du champ des possibles et la facilité d'automatisation de son format.
Il est utilisé pour réduire le coût lié à l'analyse des résultats, sans présumer de la qualité de ceux-ci.
Lorsque les questions sont bien conçues, un QCM peut permettre de :[réf. nécessaire]
- mesurer les connaissances d’un candidat de manière objective ;
- isoler un critère de connaissance en évitant les aléas d’une réponse rédigée ;
- évaluer une large variété de compétences : connaissance, compréhension, analyse (selon les cas).
- détecter des difficultés et servir de base de travail grâce aux statistiques de résultats pour revenir sur ce qui n’a pas été compris en cours ;
- automatiser la correction et ainsi évaluer des quantités importantes de candidats en très peu de temps[5] ;
- identifier des niveaux de difficultés au moyen des distracteurs ;
- être enrichi lors de chaque épreuve par l’analyse des réponses (ex. : une question peut être associée à un niveau de difficulté et un niveau d’enseignement, un distracteur non pertinent peut être remplacé par un distracteur plus plausible, etc.).

## Inconvénients
- Le problème principal réside dans la rédaction et construction. Il est difficile de rédiger un QCM sans ambigüité, avec toutes les données nécessaires et réponses plausibles[1],[4],[6].
- Le candidat peut répondre au hasard lorsqu’il ne sait pas et ainsi fausser l’analyse des résultats. Certains systèmes (comme le SAT américain) contrent ceci en pénalisant l'erreur plus que l'absence de réponse (aucun choix) ;
- La réponse n’est pas donnée par le candidat, mais fournie dans la question ;
- Le QCM ne permet pas d’évaluer la capacité d’un candidat à rédiger ou à s’exprimer ;
- Le candidat n'a pas besoin de connaitre la bonne réponse s'il arrive à écarter les distracteurs[1].
- L'évaluation est jugée superficielle si celle-ci repose uniquement sur l'utilisation de QCM[4].
- Le QCM contribue à la simplification de la vision du monde[4].
- Le temps de préparation d'un examen par QCM est relativement conséquent[6].
- La tentation pour les auteurs de poser des questions sur des points de détails[6].
- Le QCM induit l'apprentissage de mauvaises réponses[4],[6],[7].
- Le QCM est un procédé rarement utilisé dans le quotidien, le monde réel[7].
- Difficulté dans sa mise en œuvre (validation, notation, fraude)[8].
- Des difficultés technologiques s'il est informatisé[8].
- Manque de validité s'il est mal construit[1],[4],[8].

## Logiciels

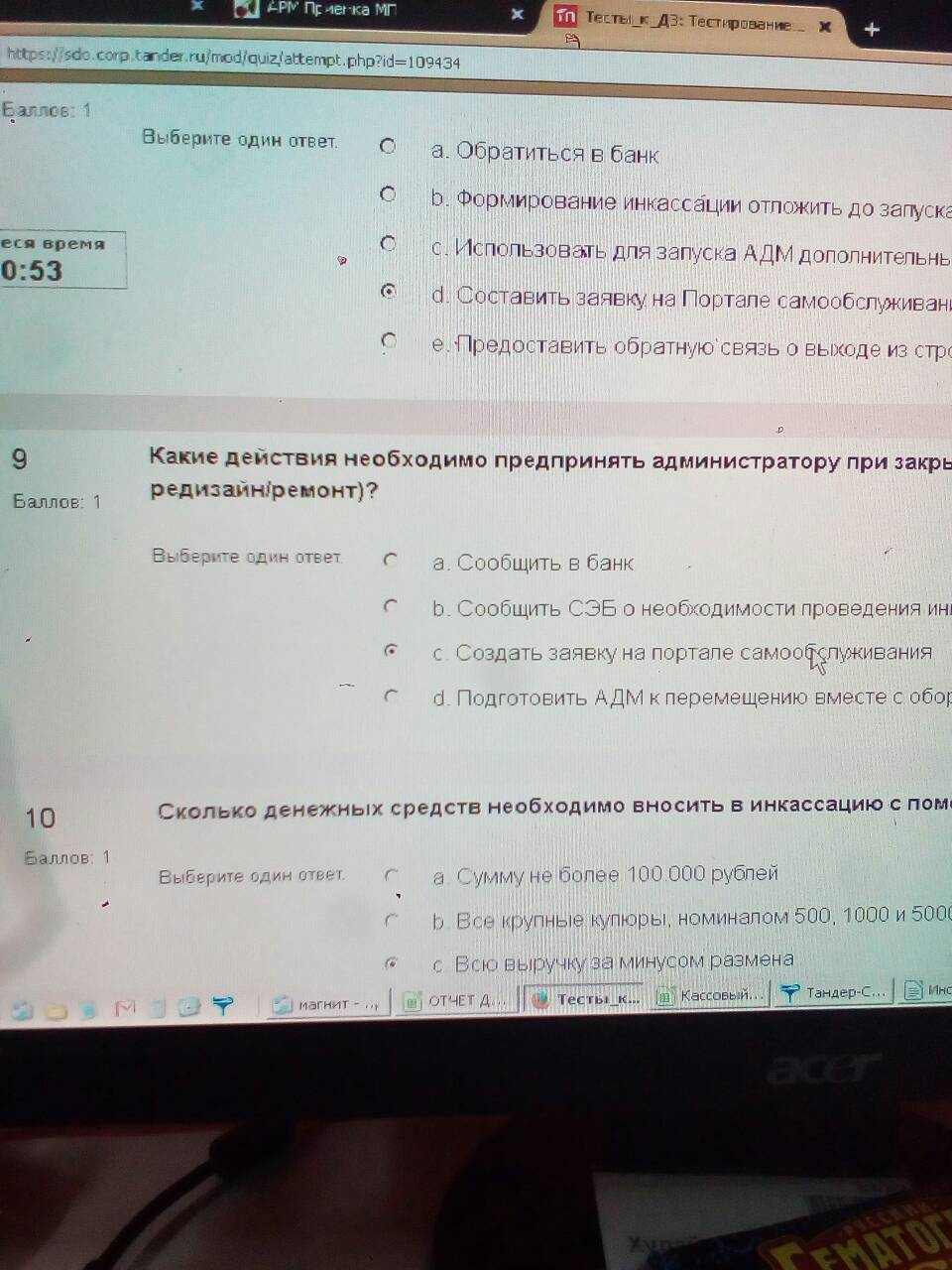
QCM en ligne en langue russe.

Un logiciel de questionnaire à choix multiples est un outil informatique permettant la conception et la correction automatique de QCM. Le logiciel peut permettre la conception de questionnaires imprimables pour la passation d'une épreuve sur papier ou directement par ordinateur.

### Conception du QCM
À l'aide d'un outil de conception, l'utilisateur rédige ses questions en définissant les réponses correctes et la pondération des points pour chaque question et éventuellement pour chaque réponse.

### Passation de l'épreuve
L'épreuve de QCM sur papier est pratiquée pour les concours et épreuves à enjeux sommatif qui impliquent un contexte surveillé. Le candidat remplit sa copie au stylo ou crayon soit sur une grille de réponse fournie avec le sujet de l'épreuve ; soit directement sur la feuille du sujet. Différentes techniques ont été mises au point pour pouvoir automatiser la correction des questionnaires : la carte perforée dès les années 1930, le lecteur optique de marques à partir de 1960, puis la lecture automatique de document (LAD) par scanner depuis les années 1990. Cette technologie qui utilise la reconnaissance de toutes formes manuscrites (OCR, ICR, lecture de codes barres) permet ainsi d'identifier les noms et prénoms des candidats et de faire la liaison avec leur note à l'épreuve.
L'épreuve de QCM sur ordinateur est principalement pratiquée dans le cadre de l'évaluation formative et de la formation en ligne (e-learning). L'interactivité avec l'ordinateur permet de fournir un retour pédagogique immédiat pour chaque question.

### Analyse des résultats
Le traitement informatisé des réponses permet de fournir des statistiques de résultats détaillées pour l'analyse des difficultés rencontrées et de calculer notamment la moyenne ou l'écart-type des notes à une épreuve.